# Storia degli ebrei in Germania
La storia degli ebrei in Germania risale all'anno 321, e continuò durante l'Alto Medioevo (dal V al X secolo d.C.) e il Pieno Medioevo (circa 1000–1299 d.C.) quando i coloni ebrei fondarono la comunità ebraica ashkenazita. La comunità sopravvisse sotto Carlo Magno, ma soffrì durante le crociate. Le accuse di avvelenamento da pozzi durante la peste nera (1346–53) portarono al massacro di ebrei tedeschi che fuggirono in gran numero in Polonia. Le comunità ebraiche delle città di Magonza, Spira e Worms divennero il centro della vita ebraica durante il medioevo. "Questa era un'età dell'oro in quanto i vescovi della zona proteggevano gli ebrei con conseguente aumento del commercio e della prosperità".
Con la prima crociata iniziò un'era di persecuzione degli ebrei in Germania, intere comunità, come quelle di Treviri, Worms, Magonza e Colonia, furono massacrate. La guerra contro gli eretici hussiti divenne il segnale per una rinnovata persecuzione degli ebrei. La fine del XV secolo fu un periodo di odio religioso che attribuiva agli ebrei tutti i possibili mali. Le atrocità durante la rivolta di Chmel'nyc'kyj commesse dai cosacchi sotto Bohdan Chmel'nyc'kyj (1648, nella parte sud-orientale ucraina della Polonia) hanno guidato gli ebrei polacchi di nuovo in Germania occidentale. Con la caduta di Napoleone nel 1815, il crescente nazionalismo portò a una crescente repressione. Dall'agosto all'ottobre 1819, i pogrom che divennero noti come le rivolte Hep-Hep ebbero luogo in tutta la Germania. Durante questo periodo, molti stati tedeschi hanno privato gli ebrei dei loro diritti civili. Di conseguenza, molti ebrei tedeschi iniziarono a emigrare.
Dal tempo di Moses Mendelssohn fino al XX secolo, la comunità ha gradualmente raggiunto l'emancipazione e ha poi prosperato.

## Germania nazista
Nel gennaio 1933 vivevano in Germania circa 522 000 ebrei. Dopo che i nazisti presero il potere e attuarono la loro ideologia e politica antisemita, la comunità ebraica fu sempre più perseguitata. Circa il 60% (circa 304.000) emigrò durante i primi sei anni della dittatura nazista. Nel 1933, la persecuzione degli ebrei divenne una politica nazista ufficiale. Nel 1935 e nel 1936 il ritmo della persecuzione antisemita aumentò. Nel 1936, gli ebrei furono banditi da tutti i lavori professionali, impedendo loro di partecipare all'istruzione, alla politica, all'istruzione superiore e all'industria. Le Schutzstaffel (SS) ordinarono quello che avvenne durante la notte tra il 9 e il 10 novembre 1938, noto come la Notte dei cristalli (Kristallnacht). Le vetrine dei negozi e degli uffici ebrei furono distrutte e vandalizzate e molte sinagoghe furono distrutte da un incendio. Solo circa 214 000 ebrei rimasero nella Germania vera e propria (confini del 1937) alla vigilia della seconda guerra mondiale.

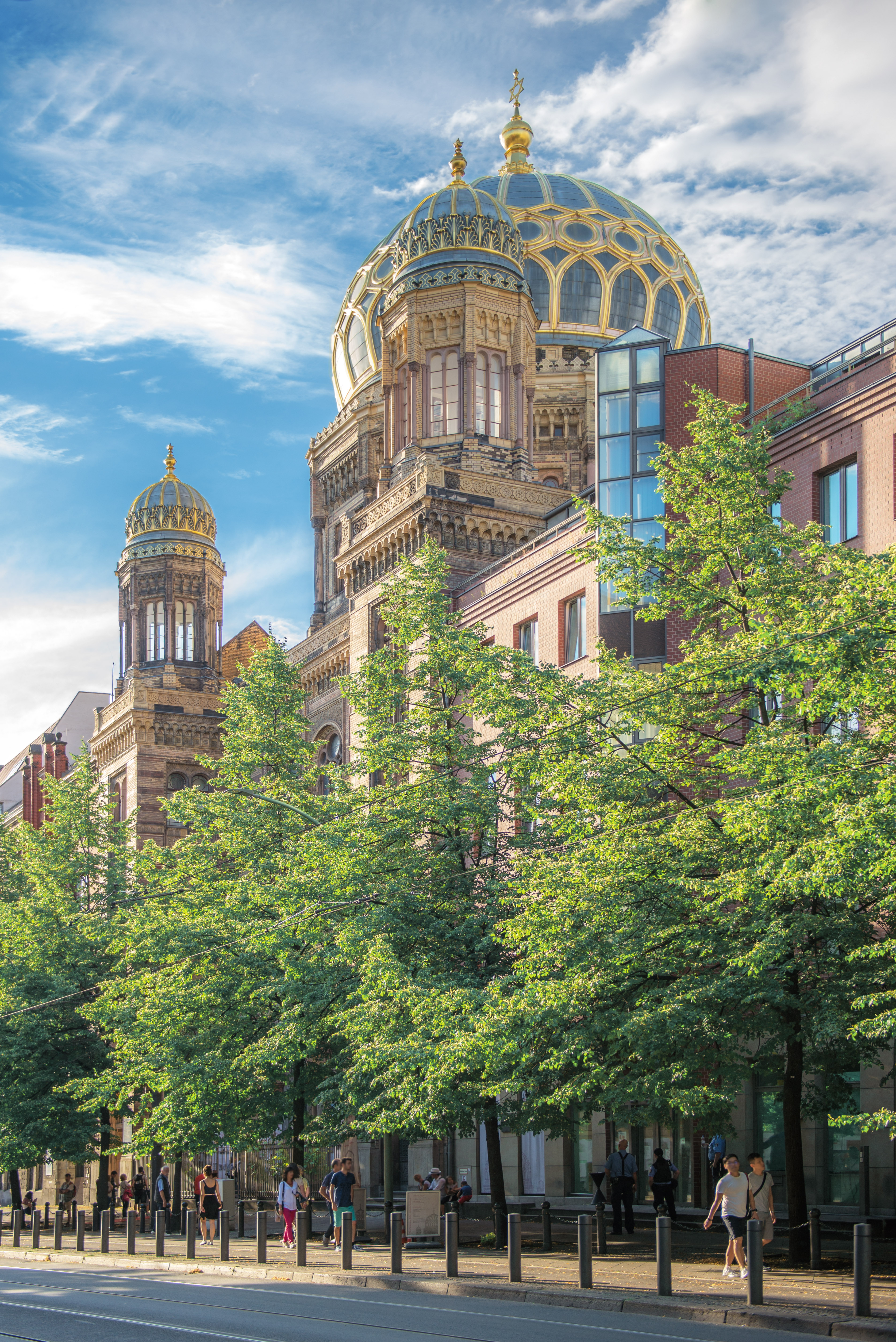
Sinagoga nuova di Berlino

A partire dalla fine del 1941, la restante comunità fu soggetta a deportazioni sistematiche nei ghetti e, infine, nei campi di sterminio nell'Europa orientale. Nel maggio 1943, la Germania fu dichiarata judenrein (pulita dagli ebrei; anche judenfrei: libera dagli ebrei). Entro la fine della guerra, circa 160 000-180 000 ebrei tedeschi erano stati uccisi dal regime nazista e dai suoi collaboratori. Un totale di circa sei milioni di ebrei europei furono assassinati sotto la direzione dei nazisti, nel genocidio che in seguito divenne noto come l'Olocausto.
Dopo la guerra, la comunità ebraica in Germania iniziò lentamente a crescere di nuovo. A partire dal 1990, un'impennata di crescita è stata alimentata dall'immigrazione dall'ex Unione Sovietica, così che all'inizio del XXI secolo, la Germania aveva l'unica comunità ebraica in crescita in Europa, e la maggior parte degli ebrei tedeschi erano russi. Nel 2018, la popolazione ebraica della Germania si era stabilizzata a 116 000, esclusi i membri delle famiglie non ebrei; la popolazione allargata totale stimata di ebrei che vivevano in Germania, compresi i membri della famiglia non ebrei, era vicino a 225 000
Attualmente in Germania, la negazione dell'Olocausto o che sei milioni di ebrei siano stati assassinati nell'Olocausto (§ 130 StGB) è un atto criminale; le violazioni possono essere punite con un massimo di cinque anni di reclusione. Nel 2006, in occasione della Coppa del Mondo tenutasi in Germania, l'allora ministro dell'Interno tedesco Wolfgang Schäuble, sollecitò la vigilanza contro l'estremismo di estrema destra, dicendo: "Non tollereremo alcuna forma di estremismo, xenofobia o antisemitismo". Nonostante le misure della Germania contro questi gruppi e antisemiti, negli ultimi anni si sono verificati numerosi incidenti.